# Grand Prix Pino Cerami 2014
La 48e édition du Grand Prix Pino Cerami a eu lieu le 12 avril 2014. La course fait partie du calendrier UCI Europe Tour 2014 en catégorie 1.1.

## Présentation

### Équipes
Classé en catégorie 1.1 de l'UCI Europe Tour, le Grand Prix Pino Cerami est par conséquent ouvert aux UCI ProTeams dans la limite de 50 % des équipes participantes, aux équipes continentales professionnelles, aux équipes continentales et aux équipes nationales.
Vingt-deux équipes participent à ce Grand Prix Pino Cerami : deux ProTeams, sept équipes continentales professionnelles et treize équipes continentales.
| UCI ProTeams            | UCI ProTeams | UCI ProTeams |
| Nom de l'équipe         | Pays         | Code         |
| ----------------------- | ------------ | ------------ |
| Lotto-Belisol           | Belgique     | LTB          |
| Omega Pharma-Quick Step | Belgique     | OPQ          |

| Équipes continentales professionnelles | Équipes continentales professionnelles | Équipes continentales professionnelles |
| Nom de l'équipe                        | Pays                                   | Code                                   |
| -------------------------------------- | -------------------------------------- | -------------------------------------- |
| Androni Giocattoli-Venezuela           | Italie                                 | AND                                    |
| Bardiani CSF                           | Italie                                 | BAR                                    |
| MTN-Qhubeka                            | Afrique du Sud                         | MTN                                    |
| Neri Sottoli                           | Italie                                 | NRI                                    |
| RusVelo                                | Russie                                 | RVL                                    |
| Topsport Vlaanderen-Baloise            | Belgique                               | TSV                                    |
| Wanty-Groupe Gobert                    | Belgique                               | WGG                                    |

| Équipes continentales                     | Équipes continentales | Équipes continentales |
| Nom de l'équipe                           | Pays                  | Code                  |
| ----------------------------------------- | --------------------- | --------------------- |
| 3M                                        | Belgique              | MMM                   |
| An Post-ChainReaction                     | Irlande               | SKT                   |
| Area Zero                                 | Italie                | AZT                   |
| BigMat-Auber 93                           | France                | BIG                   |
| Color Code-Biowanze                       | Belgique              | CCB                   |
| Differdange-Losch                         | Luxembourg            | CCD                   |
| Rabobank Development                      | Pays-Bas              | RDT                   |
| Roubaix Lille Métropole                   | France                | RLM                   |
| T.Palm-Pôle Continental Wallon            | Belgique              | PCW                   |
| Vastgoedservice-Golden Palace Continental | Belgique              | VGS                   |
| Veranclassic-Doltcini                     | Belgique              | VER                   |
| Verandas Willems                          | Belgique              | WIL                   |
| Wallonie-Bruxelles                        | Belgique              | WBC                   |

### Règlement de la course

#### Primes
Les vingt prix sont attribués suivant le barème de l'UCI,. Le total général des prix distribués est de 14 477 €.
| Position | 1er     | 2e      | 3e      | 4e    | 5e    | 6e    | 7e    | 8e    | 9e    | 10e à 20e |
| Prix     | 5 785 € | 2 895 € | 1 445 € | 715 € | 580 € | 433 € | 433 € | 287 € | 287 € | 147 €     |

## Classement final
|    | Coureur             | Pays     | Équipe                      |    | Temps           |
| -- | ------------------- | -------- | --------------------------- | -- | --------------- |
| 1  | Alessandro Petacchi | Italie   | Omega Pharma-Quick Step     | en | 4 h 42 min 44 s |
| 2  | Jonas Van Genechten | Belgique | Lotto-Belisol               | +  | m.t             |
| 3  | Daniele Colli       | Italie   | Neri Sottoli                |    | m.t             |
| 4  | Tom Van Asbroeck    | Belgique | Topsport Vlaanderen-Baloise |    | m.t             |
| 5  | Sonny Colbrelli     | Italie   | Bardiani CSF                |    | m.t             |
| 6  | Antoine Demoitié    | Belgique | Wallonie-Bruxelles          |    | m.t             |
| 7  | Danilo Napolitano   | Italie   | Wanty-Groupe Gobert         |    | m.t             |
| 8  | Joeri Stallaert     | Belgique | Veranclassic-Doltcini       |    | m.t             |
| 9  | Rudy Barbier        | France   | Roubaix Lille Métropole     |    | m.t             |
| 10 | Kristian Sbaragli   | Italie   | MTN-Qhubeka                 |    | m.t             |

### UCI Europe Tour
Ce Grand Prix Pino Cerami attribue des points pour l'UCI Europe Tour 2014, par équipes seulement aux coureurs des équipes continentales professionnelles et continentales, individuellement à tous les coureurs sauf ceux faisant partie d'une équipe ayant un label ProTeam.
| Position           | 1er | 2e | 3e | 4e | 5e | 6e | 7e | 8e | 9e | 10e | 11e | 12e |
| Classement général | 80  | 56 | 32 | 24 | 20 | 16 | 12 | 8  | 7  | 6   | 5   | 3   |

## Liste des participants
- Liste de départ complète

| Légende | Légende                                                                    | Légende | Légende                                                    |
| ------- | -------------------------------------------------------------------------- | ------- | ---------------------------------------------------------- |
| Num     | Dossard de départ porté par le coureur sur ce Grand Prix Pino Cerami       | Pos     | Position à l'arrivée de la course                          |
|         | Indique un maillot de champion national ou mondial, suivi de sa spécialité | NP      | Indique un coureur qui n'a pas pris le départ de la course |
| AB      | Indique un coureur qui n'a pas terminé la course                           | HD      | Indique un coureur qui a terminé la course hors des délais |

| Lotto-Belisol LTB | Lotto-Belisol LTB         | Lotto-Belisol LTB |
| ----------------- | ------------------------- | ----------------- |
| Num               | Coureur                   | Pos               |
| 1                 | Jonas Van Genechten (BEL) | 2e                |
| 2                 |                           |                   |
| 3                 | Sean De Bie (BEL)         | 139e              |
| 4                 | Adam Hansen (AUS)         | 150e              |
| 5                 | Gregory Henderson (NZL)   | 133e              |
| 6                 | Pim Ligthart (NED)        | 90e               |
| 7                 |                           |                   |
| 8                 |                           |                   |

| Omega Pharma-Quick Step OPQ | Omega Pharma-Quick Step OPQ | Omega Pharma-Quick Step OPQ |
| --------------------------- | --------------------------- | --------------------------- |
| Num                         | Coureur                     | Pos                         |
| 11                          | Julian Alaphilippe (FRA)    | 158e                        |
| 12                          | Kevin De Weert (BEL)        | 82e                         |
| 13                          | Andrew Fenn (GBR)           | 138e                        |
| 14                          | Alessandro Petacchi (ITA)   | 1er                         |
| 15                          | Mark Renshaw (AUS)          | 31e                         |
| 16                          | Petr Vakoč (CZE)            | 157e                        |
| 17                          | Martin Velits (SVK)         | 128e                        |
| 18                          |                             |                             |

| Topsport Vlaanderen-Baloise TSV | Topsport Vlaanderen-Baloise TSV | Topsport Vlaanderen-Baloise TSV |
| ------------------------------- | ------------------------------- | ------------------------------- |
| Num                             | Coureur                         | Pos                             |
| 21                              |                                 |                                 |
| 22                              | Kenny De Ketele (BEL)           | 141e                            |
| 23                              | Moreno De Pauw (BEL)            | 144e                            |
| 24                              | Jonas Rickaert (BEL)            | 124e                            |
| 25                              | Tom Van Asbroeck (BEL)          | 4e                              |
| 26                              | Michael Van Staeyen (BEL)       | 12e                             |
| 27                              | Pieter Vanspeybrouck (BEL)      | 145e                            |
| 28                              | Otto Vergaerde (BEL)            | 140e                            |

| Wanty-Groupe Gobert WGG | Wanty-Groupe Gobert WGG | Wanty-Groupe Gobert WGG |
| ----------------------- | ----------------------- | ----------------------- |
| Num                     | Coureur                 | Pos                     |
| 31                      | Frederik Backaert (BEL) | 112e                    |
| 32                      | Jérôme Baugnies (BEL)   | 155e                    |
| 33                      | Fréderique Robert (BEL) | 71e                     |
| 34                      | Thomas Degand (BEL)     | 98e                     |
| 35                      | Jan Ghyselinck (BEL)    | 94e                     |
| 36                      | Danilo Napolitano (ITA) | 7e                      |
| 37                      | Nico Sijmens (BEL)      | 146e                    |
| 38                      |                         |                         |

| Androni Giocattoli-Venezuela AND | Androni Giocattoli-Venezuela AND | Androni Giocattoli-Venezuela AND |
| -------------------------------- | -------------------------------- | -------------------------------- |
| Num                              | Coureur                          | Pos                              |
| 41                               | Marco Bandiera (ITA)             | 153e                             |
| 42                               | Omar Bertazzo (ITA)              | 152e                             |
| 43                               |                                  |                                  |
| 44                               | Johnny Hoogerland (NED) (Route)  | 25e                              |
| 45                               | Antonio Parrinello (ITA)         | 34e                              |
| 46                               | Jackson Rodríguez (VEN)          | 116e                             |
| 47                               | Nicola Testi (ITA)               | 45e                              |
| 48                               | Kenny van Hummel (NED)           | 13e                              |

| Bardiani CSF BAR | Bardiani CSF BAR      | Bardiani CSF BAR |
| ---------------- | --------------------- | ---------------- |
| Num              | Coureur               | Pos              |
| 51               | Enrico Barbin (ITA)   | 83e              |
| 52               |                       |                  |
| 53               | Nicola Boem (ITA)     | 84e              |
| 54               | Marco Canola (ITA)    | 121e             |
| 55               | Sonny Colbrelli (ITA) | 5e               |
| 56               |                       |                  |
| 57               | Filippo Fortin (ITA)  | 131e             |
| 58               | Angelo Pagani (ITA)   | 154e             |

| Neri Sottoli NRI | Neri Sottoli NRI        | Neri Sottoli NRI |
| ---------------- | ----------------------- | ---------------- |
| Num              | Coureur                 | Pos              |
| 61               | Giorgio Cecchinel (ITA) | 148e             |
| 62               | Daniele Colli (ITA)     | 3e               |
| 63               | Samuele Conti (ITA)     | 91e              |
| 64               | Roberto De Patre (ITA)  | NP               |
| 65               | Andrea Fedi (ITA)       | 53e              |
| 66               | Luigi Miletta (ITA)     | 135e             |
| 67               | Mattia Pozzo (ITA)      | 161e             |
| 68               | Mirko Tedeschi (ITA)    | 123e             |

| MTN-Qhubeka MTN | MTN-Qhubeka MTN         | MTN-Qhubeka MTN |
| --------------- | ----------------------- | --------------- |
| Num             | Coureur                 | Pos             |
| 71              | Fregalsi Debesay (ERI)  | 118e            |
| 72              | Linus Gerdemann (GER)   | 108e            |
| 73              | Bradley Potgieter (RSA) | 160e            |
| 74              | Martin Reimer (GER)     | 100e            |
| 75              | Kristian Sbaragli (ITA) | 10e             |
| 76              | Andreas Stauff (GER)    | 129e            |
| 77              | Songezo Jim (RSA)       | 126e            |
| 78              | Martin Wesemann (RSA)   | 102e            |

| RusVelo RVL | RusVelo RVL             | RusVelo RVL |
| ----------- | ----------------------- | ----------- |
| Num         | Coureur                 | Pos         |
| 81          | Igor Boev (RUS)         | 29e         |
| 82          | Artur Ershov (RUS)      | 24e         |
| 83          | Sergey Firsanov (RUS)   | 89e         |
| 84          | Sergueï Klimov (RUS)    | 63e         |
| 85          | Sergueï Lagoutine (RUS) | 101e        |
| 86          | Ivan Balykin (ITA)      | 14e         |
| 87          | Alexander Serov (RUS)   | 60e         |
| 88          | Ilnur Zakarin (RUS)     | 59e         |

| Color Code-Biowanze CCB | Color Code-Biowanze CCB | Color Code-Biowanze CCB |
| ----------------------- | ----------------------- | ----------------------- |
| Num                     | Coureur                 | Pos                     |
| 91                      | Ludwig De Winter (BEL)  | 93e                     |
| 92                      | Florent Delfosse (BEL)  | 30e                     |
| 93                      | Arnaud Geromboux (BEL)  | 44e                     |
| 94                      | Romain Hubert (BEL)     | 80e                     |
| 95                      | Jérôme Kerf (BEL)       | 26e                     |
| 96                      | Rémy Mertz (BEL)        | 51e                     |
| 97                      | Ludovic Robeet (BEL)    | 55e                     |
| 98                      | Antoine Warnier (BEL)   | 46e                     |

| T.Palm-Pôle Continental Wallon PCW | T.Palm-Pôle Continental Wallon PCW | T.Palm-Pôle Continental Wallon PCW |
| ---------------------------------- | ---------------------------------- | ---------------------------------- |
| Num                                | Coureur                            | Pos                                |
| 101                                | Jonathan Baratto (BEL)             | 75e                                |
| 102                                | Julien Dechesne (BEL)              | 81e                                |
| 103                                | Axel Gremelpont (BEL)              | 114e                               |
| 104                                | Toshoni Van Craen (BEL)            | AB                                 |
| 105                                | Glenn Van De Maele (BEL)           | 117e                               |
| 106                                | Maxime Vekeman (BEL)               | 119e                               |
| 107                                | Tom Vessey (NZL)                   | AB                                 |
| 108                                | Andrew Ydens (BEL)                 | 40e                                |

| Vastgoedservice-Golden Palace Continental VGS | Vastgoedservice-Golden Palace Continental VGS | Vastgoedservice-Golden Palace Continental VGS |
| --------------------------------------------- | --------------------------------------------- | --------------------------------------------- |
| Num                                           | Coureur                                       | Pos                                           |
| 111                                           | Sander Cordeel (BEL)                          | 50e                                           |
| 112                                           | Kurt Geysen (BEL)                             | 147e                                          |
| 113                                           | Kevin Hulsmans (BEL)                          | 125e                                          |
| 114                                           | Sam Lennertz (BEL)                            | 43e                                           |
| 115                                           | Rob Ruijgh (NED)                              | 48e                                           |
| 116                                           | Kevin Van Staeyen (BEL)                       | AB                                            |
| 117                                           | Alphonse Vermote (BEL)                        | 65e                                           |
| 118                                           | Nick Wynants (BEL)                            | 103e                                          |

| Veranclassic-Doltcini VER | Veranclassic-Doltcini VER | Veranclassic-Doltcini VER |
| ------------------------- | ------------------------- | ------------------------- |
| Num                       | Coureur                   | Pos                       |
| 121                       | Giorgio Brambilla (ITA)   | 57e                       |
| 122                       | Serge Dewortelaer (BEL)   | 109e                      |
| 123                       | Gorik Gardeyn (BEL)       | 92e                       |
| 124                       | Darijus Džervus (LTU)     | 41e                       |
| 125                       | Wouter Mol (NED)          | 36e                       |
| 126                       | Rick Ottema (NED)         | 143e                      |
| 127                       | Joeri Stallaert (BEL)     | 8e                        |
| 128                       | Sascha Weber (GER)        | 110e                      |

| Verandas Willems WIL | Verandas Willems WIL    | Verandas Willems WIL |
| -------------------- | ----------------------- | -------------------- |
| Num                  | Coureur                 | Pos                  |
| 131                  | Jérémy Burton (BEL)     | 32e                  |
| 132                  | Louis Convens (BEL)     | 78e                  |
| 133                  | Michael Goolaerts (BEL) | 64e                  |
| 134                  | Jelle Mannaerts (BEL)   | 16e                  |
| 135                  | Nicolas Mertz (BEL)     | 122e                 |
| 136                  | Olivier Pardini (BEL)   | 33e                  |
| 137                  | Joren Touquet (BEL)     | 56e                  |
| 138                  | Nicolas Vereecken (BEL) | 67e                  |

| Wallonie-Bruxelles WBC | Wallonie-Bruxelles WBC   | Wallonie-Bruxelles WBC |
| ---------------------- | ------------------------ | ---------------------- |
| Num                    | Coureur                  | Pos                    |
| 141                    | Frédéric Amorison (BEL)  | 74e                    |
| 142                    | Quentin Bertholet (BEL)  | 85e                    |
| 143                    | Sébastien Delfosse (BEL) | 61e                    |
| 144                    | Antoine Demoitié (BEL)   | 6e                     |
| 145                    | Florent Mottet (BEL)     | 54e                    |
| 146                    | Loïc Pestiaux (BEL)      | 39e                    |
| 147                    |                          |                        |
| 148                    | Robin Stenuit (BEL)      | 22e                    |

| BigMat-Auber 93 BIG | BigMat-Auber 93 BIG       | BigMat-Auber 93 BIG |
| ------------------- | ------------------------- | ------------------- |
| Num                 | Coureur                   | Pos                 |
| 151                 | Flavien Dassonville (FRA) | 151e                |
| 152                 | Alo Jakin (EST)           | 58e                 |
| 153                 | Dimitri Le Boulch (FRA)   | 87e                 |
| 154                 | Maxime Renault (FRA)      | 99e                 |
| 155                 | Stéphane Rossetto (FRA)   | 107e                |
| 156                 | Steven Tronet (FRA)       | 97e                 |
| 157                 | Théo Vimpère (FRA)        | 137e                |
| 158                 | Yannis Yssaad (FRA)       | 79e                 |

| Roubaix Lille Métropole RLM | Roubaix Lille Métropole RLM | Roubaix Lille Métropole RLM |
| --------------------------- | --------------------------- | --------------------------- |
| Num                         | Coureur                     | Pos                         |
| 161                         | Rudy Barbier (FRA)          | 9e                          |
| 162                         | Timothy Dupont (BEL)        | 42e                         |
| 163                         | Quentin Jauregui (FRA)      | 37e                         |
| 164                         | Jean-Lou Paiani (FRA)       | 77e                         |
| 165                         | Romain Pillon (FRA)         | 111e                        |
| 166                         | Baptiste Planckaert (BEL)   | 52e                         |
| 167                         | Maxime Vantomme (BEL)       | 11e                         |
| 168                         | Julien Duval (FRA)          | 136e                        |

| Area Zero AZT | Area Zero AZT           | Area Zero AZT |
| ------------- | ----------------------- | ------------- |
| Num           | Coureur                 | Pos           |
| 171           | Fabio Chinello (ITA)    | 38e           |
| 172           | Paolo Ciavatta (ITA)    | 120e          |
| 173           | Silvio Giorni (ITA)     | 20e           |
| 174           | Gianluca Leonardi (ITA) | 149e          |
| 175           | Gianluca Mengardo (ITA) | 105e          |
| 176           | Andrea Pasqualon (ITA)  | 15e           |
| 177           | Charly Petelin (ITA)    | 72e           |
| 178           | Simone Petilli (ITA)    | 66e           |

| Differdange-Losch CCD | Differdange-Losch CCD      | Differdange-Losch CCD |
| --------------------- | -------------------------- | --------------------- |
| Num                   | Coureur                    | Pos                   |
| 181                   | César Bihel (FRA)          | 49e                   |
| 182                   | Sebastiano Frassetto (ITA) | 68e                   |
| 183                   | Jānis Dakteris (LAT)       | 70e                   |
| 184                   | Christian Helmig (LUX)     | 95e                   |
| 185                   | Vytautas Kaupas (LTU)      | 159e                  |
| 186                   | Luboš Pelánek (CZE)        | 76e                   |
| 187                   | Joaquín Sobrino (ESP)      | 62e                   |
| 188                   | Kevin Suarez (BEL)         | 106e                  |

| Rabobank Development RDT | Rabobank Development RDT | Rabobank Development RDT |
| ------------------------ | ------------------------ | ------------------------ |
| Num                      | Coureur                  | Pos                      |
| 191                      | Emiel Dolfsma (NED)      | 86e                      |
| 192                      | Lennard Hofstede (NED)   | AB                       |
| 193                      | Bert-Jan Lindeman (NED)  | 18e                      |
| 194                      | Sam Oomen (NED)          | 47e                      |
| 195                      | Timo Roosen (NED)        | 73e                      |
| 196                      | Martijn Tusveld (NED)    | 132e                     |
| 197                      | Ricardo van Dongen (NED) | 23e                      |
| 198                      | Etienne van Empel (NED)  | 28e                      |

| An Post-ChainReaction SKT | An Post-ChainReaction SKT | An Post-ChainReaction SKT |
| ------------------------- | ------------------------- | ------------------------- |
| Num                       | Coureur                   | Pos                       |
| 201                       | Shane Archbold (NZL)      | 69e                       |
| 202                       | Kevin Claeys (BEL)        | 88e                       |
| 203                       | Sean Downey (IRL)         | 96e                       |
| 204                       | Kieran Frend (GBR)        | 130e                      |
| 205                       | Aaron Gate (NZL)          | 35e                       |
| 206                       | Wout Franssen (BEL)       | 134e                      |
| 207                       | Glenn O'Shea (AUS)        | 127e                      |
| 208                       | Laurent Vanden Bak (BEL)  | 113e                      |

| 3M MMM | 3M MMM                   | 3M MMM |
| ------ | ------------------------ | ------ |
| Num    | Coureur                  | Pos    |
| 211    | Jaap de Man (NED)        | 17e    |
| 212    | Gregory Franckaert (BEL) | 104e   |
| 213    | Gerry Druyts (BEL)       | 27e    |
| 214    | Jimmy Janssens (BEL)     | 156e   |
| 215    | Timothy Stevens (BEL)    | 21e    |
| 216    | Tim Vanspeybroeck (BEL)  | 142e   |
| 217    | Emiel Vermeulen (BEL)    | 19e    |
| 218    | Michael Vingerling (NED) | 115e   |